# ルーマニア語版ウィキペディア
ルーマニア語版ウィキペディア（ルーマニアごばんウィキペディア、ルーマニア語:Wikipedia în limba român）は、多言語でのオンライン百科事典プロジェクト「ウィキペディア」のルーマニア語版である。2003年2月16日に設立された。記事数は2021年8月17日現在421,987項目で、全ての言語のウィキペディアの中では31番目に記事数が多い。2004年12月から、ルーマニアにおけるウィキメディア財団の国別協会の設立について話し合いが始められた（Asociaţia Wikimedia Româniaを参照）

## 歴史
ルーマニア語版のウィキペディアの最初の記事は2003年7月に投稿された。メインページの最初の草案は7月12日に作成された。利用者インタフェースははじめ英語であったが、ボグダン・スタンチェスク（Bogdan Stăncescu、Utilizator:Gutzaとして利用者登録）が管理者権限を得ると、スタンチェスクによってルーマニア語に翻訳されていった。スタンチェスクはまた複数のルーマニアの大学に連絡を取り、新しい参加者を募った。これはやがてルーマニアのメディアに取り上げられ、それによってスタンチェスクはウィキペディア・プロジェクトを広く紹介する機会に何度か招かれた。2003年の末には、ルーマニア語版ウィキペディアは記事数3000を達成し、16番目に記事数の多いウィキペディアとなった。10,000項目目の記事は2004年12月13日に作成され、50,000項目目は2007年1月5日に作成された。
2004年4月、ルーマニア語版ウィキペディアは、アルーマニア語版ウィキペディアの立ち上げに協力した。
この間に、ルーマニア語版ウィキペディアではまた、独立したモルドバ語版ウィキペディアの作成の可否をめぐる問題に直面した。モルドバ語には独自のISO 639（mo / mol）が割り当てられていたため、モルドバ語版のウィキペディアは、他の言語版のウィキペディアとともに自動的に作成された。その初期の頃、モルドバ語版ウィキペディアはルーマニア語版へのリダイレクトとされていたが、やがて独自の項目を受け入れ始めた。文字にはキリル文字が使用されていたが、キリル文字のモルドバ語/ルーマニア語が使われていたのは、ソビエト連邦時代のモルダビア・ソビエト社会主義共和国で、1989年までのことであった。激しい編集合戦と長期にわたる議論が展開された。2006年からモルドバ語版ウィキペディアは凍結され、投稿出来ないようになっている。この問題はその後も折に触れたびたび持ち上がるが、利用者たちの投票ではモルドバ語版ウィキペディアは閉鎖が支持されている。
ルーマニア語版ウィキペディアは2008年1月11日に記事数100,000項目を達成した。登録済みの利用者は45,000人を超え、うち20人が管理者である。
2010年にはルーマニア革命が始まった12月21日からロゴマークの位置に革命軍の軍旗を表示させている。

## 特徴
ルーマニア語の記事には複数の表記法が入り混じっている。これは主に非円唇中舌狭母音（/ɨ/）を表す2つの文字「â」と「î」の使用法に関係している。ルーマニア語アカデミーによる1993年の正書法によると、語頭の/ɨ/音は「î」で、語中のものは「â」で表記するものとされた（例外もある）。一方で、1953年から1993年までの間はこの音は全て「î」で表記されており、1963年以降はルーマニア（România）やルーマニア語（român）に関する場合のみ例外的に「â」を使うと定められた。ルーマニア語アカデミーによる正書法はルーマニアでは法令や学校教育にも使われた。これに対して、モルドバでは正書法が改定される1993年よりも前にキリル文字からラテン文字に切り替えた。モルドバでは、ルーマニアで1993年に改定が行われた後も、2001年に至るまで（ルーマニアとルーマニア語以外については）「î」のみを用いる改定前の正書法を使用しつづけた。実用上は、どちらの表記法もいずれの国でも受け入れられている。実際に、どちらの表記法も用いる出版社や雑誌類もある。これに対して、セルビアのヴォイヴォディナでは、改定後の正書法のみが用いられている。このほかの綴りの違いとしては、「sunt」/「sînt」や、「niciun」/「nici un」といったものがある。ルーマニア語版ウィキペディアでの表記法の方針は、ルーマニア語版ウィキペディアの公式の方針とされた。
語調に関する方針として、ルーマニア語版ウィキペディアでは、2人称の名詞、動詞、所有形容詞には尊称を用いている。これに関する方針は2006年初頭に議論が持たれ、2人称には親称の「tu」ではなく尊称の「dvs.」を用いることが定められた。